# Steamboat Rock (Iowa)
Steamboat Rock es una ciudad ubicada en el condado de Hardin en el estado estadounidense de Iowa. En el Censo de 2010 tenía una población de 310 habitantes y una densidad poblacional de 219,62 personas por km².

## Geografía
Steamboat Rock se encuentra ubicada en las coordenadas 42°24′29″N 93°3′59″O / 42.40806, -93.06639. Según la Oficina del Censo de los Estados Unidos, Steamboat Rock tiene una superficie total de 1.41 km², de la cual 1.41 km² corresponden a tierra firme y (0%) 0 km² es agua.

## Demografía
Según el censo de 2010, había 310 personas residiendo en Steamboat Rock. La densidad de población era de 219,62 hab./km². De los 310 habitantes, Steamboat Rock estaba compuesto por el 98.06% blancos, el 0% eran afroamericanos, el 0% eran amerindios, el 0.65% eran asiáticos, el 0% eran isleños del Pacífico, el 0.97% eran de otras razas y el 0.32% pertenecían a dos o más razas. Del total de la población el 7.74% eran hispanos o latinos de cualquier raza.